# Kali Baru Barat
Kali Baru Barat är ett vattendrag i Indonesien.   Det ligger i provinsen Jakarta, i den västra delen av landet.